# Христо Котев
Христо (Ристе) Котев е български революционер, битолски селски войвода на Вътрешната македоно-одринска революционна организация.

## Биография
Котев е роден в 1860 година в Църнобуки, в Османската империя, днес Северна Македония. Турци убиват баща му Коте през 1892 година. През Илинденско-Преображенското въстание Котев е войвода на селската чета от Иваневци, Битолско. Помощници са му Нечо Шарков от Иваневци и Веле Мачкароски от Беранци. Четата му взима участие във всички сражения около Крушево. Заради убийството на гъркоманина Лазо Берберот (Фудул Лазо) лежи в Битолския затвор между 1905 и 1908 година, когато е амнистиран след Младотурската революция.
След като Вардарска Македония попада в Сърбия в 1913 година, в 1914 година Котев е арестуван от полицая Бранко Радичевич заедно със Спиро Костов Касапот и Георги Оджа. Тримата са бити и държани 10 дни без хляб и вода, за да предадат скрито оръжие. След 4 месеца затвор и 20 златни наполеона подкуп са освободени.
Умира в Битоля в 1918 година.